# Cambio global
Se llama cambio global al conjunto de cambios ambientales que se derivan de las actividades humanas sobre el planeta, con especial referencia a cambios en los procesos que determinan el funcionamiento del sistema Tierra. 

### En español
- Centro de Cambio Global UC (Chile)
- Laboratorio Internacional en Cambio Global (CSIC (España)- PUC (Chile)
- Observatorio del Cambio Global en Sierra Nevada, Granada, España
- Centro Andaluz para la Evaluación y Seguimiento del Cambio Global, España
- Informe Cambio Global España 2020/50
- Programa de Seguimiento de los efectos del Cambio Global en zonas áridas y semiáridas del levante andaluz, España

### Otros idiomas
- Web de la ONU para el cambio global (en inglés).
- Programa para el cambio global Archivado el 26 de abril de 2011 en Wayback Machine. (en inglés).

- Datos: Q737514
- Multimedia: Global Change / Q737514